# Klootschießerlandesverband Oldenburg
Der Klootschießerlandesverband Oldenburg (KLVO) ist die Dachorganisation der Boßel- und Klootschießervereine in Oldenburg (siehe auch Hauptartikel: Boßeln). Er vertritt rund 16000 Mitglieder in 115 Vereinen. Der KLVO ist Mitglied im Landessportbund Niedersachsen und im Friesischen Klootschießer-Verband.

## Geschichte
Der Klootschießerlandesverband wurde 1951 innerhalb der historischen Landesgrenze Oldenburgs gegründet. Ziel war es, den FKV in seiner Arbeit zu entlasten. Dazu wurde bereits 4 Jahre zuvor auch der Landesklootschießerverband Ostfriesland als Schwesterverband gegründet und die Kreisverbände des FKV wurden auf beide Verbände aufgeteilt. Durch diese Veränderung wurden nun auch klar strukturierte Standkampfmeisterschaften möglich, zuerst im Klootschießen, wenig später im Jahr 1954 auch im Weideboßeln und letztendlich ab 1961 auch im Straßenboßeln und im Friesischen Mehrkampf.
Ausdrücklich versteht sich der KLVO nicht nur als Sportverband. Er hat sich auch der Pflege der plattdeutschen Heimatsprache verschrieben
Der sogenannte Feldkampf gegen die Werfer aus dem Landesklootschießerverband Ostfriesland ist noch heute der sportliche Höhepunkt jeder Klootschießer-Saison – so er denn zustande kommt. Voraussetzung für den Wettkampf ist nämlich festgefrorener Boden (Kahlfrost).

## Struktur
Dem Verband gehören die sieben oldenburgischen Kreisverbände I Butjadingen, II Stadland, III Ammerland, IV Waterkant, VI Jeverland, X Friesische Wehde und XII Wilhelmshaven an.
| Kreisverband       | Vereine | Mitglieder |
| ------------------ | ------- | ---------- |
| I Butjadingen      | 14      | 1454       |
| II Stadland        | 10      | 1256       |
| III Ammerland      | 39      | 4890       |
| IV Waterkant       | 10      | 1629       |
| VI Jeverland       | 20      | 2775       |
| X Friesische Wehde | 14      | 2661       |
| XII Wilhelmshaven  | 10      | 1310       |

## Spielbetrieb

### Boßeln

#### Punktspiele
Die Kreisverbände organisieren den Straßenboßeln-Punktspielbetrieb in Kreisklassen und Kreisligen in bis zu elf Altersklassen – Jugend F (jünger als acht Jahre) bis Männer V (70 Jahre und älter). Soweit in den jeweiligen Altersklassen vorhanden, steigen die Kreismeister nach Austragung von Aufstiegsrunden in die landesweiten Spielklassen auf. Die Mannschaften bestehen aus zwei Gruppen zu je vier Werfern (Männer I: vier Gruppen), wobei die eine Gruppe mit der Gummikugel, die andere mit der Kunststoffkugel (genannt "Holz") wirft.
| Männer I       | Männer III | Frauen I     | Frauen II  | Frauen III |
| -------------- | ---------- | ------------ | ---------- | ---------- |
| Landesliga     | Landesliga | Landesliga   | Landesliga |            |
| Bezirksliga    |            | Bezirksliga  |            |            |
| Bezirksklassen |            |              |            |            |
| Kreisligen     | Kreisligen | Kreisligen   |            | Kreisligen |
| Kreisklassen   |            | Kreisklassen |            |            |

Die Sieger der Landesligen Männer I und Frauen I tragen den Titel Landesmeister Oldenburg.
Die drei Erstplatzierten der Landesligen Männer I und Frauen I sind für die Finalrunde des Friesischen Klootschießerverbands gegen die Vertreter des Landesklootschießerverbandes Ostfriesland qualifiziert.

#### Landesmeisterschaften
In den Altersklassen, in denen es keinen Landesliga-Spielbetrieb gibt werden die Landesmeister bei den jährlichen Landesmeisterschaften ermittelt. Dafür sind die jeweiligen Kreismeister bzw. Kreispokalsieger qualifiziert. Zudem organisiert der KLVO Landeseinzelmeisterschaften, ebenfalls unter Beteiligung der besten Boßler aus den Kreisverbänden.

### Klootschießen
Das Klootschießen ist traditionell eine Turniersportart. Der KLVO und seine Kreisverbände organisieren verschiedene Turniere für Einzel- und Mannschaftsmeisterschaften auf Kreis- und Verbandsebene.
Zusätzlich findet jedes Jahr die Saisonmeisterschaft an 10 Austragungsorten statt und die Kreise tragen teilweise Klootpunktrunden aus.